# دايم (عملة كندية)
في كندا، الدايم هو عملة معدنية بقيمة عشرة سنتات. كانت أصغر عملة كندية منذ عام 1922؛ فهو أصغر حتى من البنس، على الرغم من قيمته الاسمية الأعلى. وفقًا لدار سك العملة الملكية الكندية، فإن المصطلح الوطني الرسمي للعملة هو القطعة بقيمة 10 سنتات، ولكن من الناحية العملية، يسود مصطلح الدايم في كندا الناطقة باللغة الإنجليزية. وهو متطابق تقريبًا في الحجم مع الدايم الأمريكي. وعلى عكس نظيره الأمريكي، فإن الدايم الكندي مغناطيسي بسبب تركيبته المعدنية المميزة. من عام 1968 إلى عام 1999، يتكون من النيكل، ومنذ عام 2000، يتكون من قلب فولاذي مع طلاء مكون من طبقات من النيكل والنحاس.
حاليًا، يحتوي الدايم، كما هو الحال مع جميع العملات المعدنية الكندية، على صورة للملكة إليزابيث الثانية على الوجه. يحتوي العكس على تمثيل للمركب الشراعي الكندي الشهير بلونوس [الإنجليزية]. ووفقًا لدار سك العملة الملكية الكندية، تنتج العملة من قبل دار سك العملة الملكية الكندية في منشأتها في وينيبيغ.

## التسمية
كلمة الدايم تأتي من الكلمة الفرنسية dîme، وتعني "عشر" أو "جزء من عشرة".

## المكونات حسب السنوات
| سنين          | كتلة      | قطر الدائرة | مكون من                                                      |
| ------------- | --------- | ----------- | ------------------------------------------------------------ |
| 1858–1919     | 2.33 غرام | 18.034 مم   | 92.5% فضة ، 7.5% نحاس                                        |
| 1920–1967     | 2.33 غرام | 18.034 مم   | 80% فضة، 20% نحاس                                            |
| 1968–1977     | 2.07 غرام | 18.034 مم   | 99.9% نيكل                                                   |
| 1978–1999     | 2.07 غرام | 18.03 مم    | 99.9% نيكل                                                   |
| 2000 إلى الآن | 1.75 غرام | 18.03 مم    | 92.0% فولاذ (سبائك AISI 1006 )، 5.5% نحاس، 2.5% مطلي بالنيكل |

## العملات الأولى
| سنة  | سمة                  | المسكوكات | سعر الإصدار  |
| ---- | -------------------- | --------- | ------------ |
| 2005 | بلونوس [الإنجليزية]  | 1,861     | 14.95 دولارًا |
| 2006 | بلونوس مع علامة السك | 5000      | 29.95 دولارًا |